# Leonardo (stripreeks)
Leonardo (originele titel: Léonard) is een Belgische stripreeks van Turk & De Groot (Philippe Liégeois en Bob de Groot), respectievelijk als tekenaar en als scenarist. Sinds album 47 is Zidrou de scenarist. Het is een gagstrip. In Nederland verscheen de strip in het stripweekblad Eppo en de daarvan afgeleide bladen en ook nu wordt de strip weer in de Eppo van tegenwoordig gepubliceerd.
De strip gaat over uitvinder Leonardo het Genie, die is gebaseerd op Leonardo da Vinci. Naast het hoofdpersonage Leonardo zijn er nog de leerling Basiel, die alle uitvindingen uittest en ineen zet, de huishoudster Saartje, een kat (Raoul), een muis (Bernadette) en een schedel (Yorick) die overal commentaar op geven. In de scenario's van Zidrou werd adoptiedochter Tiramisu geïntroduceerd.
Het personage Leonardo verscheen voor het eerst onder een andere naam in een gag van de strip Robin Hoed, maar kreeg later een eigen stripreeks.

## Terugkerende elementen
- Het wekken van de leerling: de leerling wordt bijna altijd gewekt met een (oorverdovende) uitvinding van Leonardo.
- De leerling zoekt de meest maffe plekken uit om te gaan slapen.
- Het testen van uitvindingen: vaak pas na dreiging met of gebruik van een vuurwapen of een andere lichamelijke bestraffing wordt de leerling bereid gevonden te testen, meestal met pijnlijke gevolgen.
- De leerling die tijdens het maken van een uitvinding zich veelvuldig verwondt, bijvoorbeeld door het snijden van plaatijzer. Hij eindigt daarom vaak met meerdere vingers of lichaamsdelen in het verband.
- Onzinnige en/of anachronistische uitvindingen.
- Dorpelingen die niet blij zijn met de uitvindingen en Leonardo en de leerling het dorp uitjagen. Bijvoorbeeld in het vervolgverhaal Genie contra Genie (album 10), waarin Leonardo concurrentie krijgt van Albert (en diens leerling). Leonardo bluft door te zeggen: "Je krijgt precies 60 seconden om dit dorp te verlaten". Albert pareert met: "En jij 30". De "woeste dorpelingen" geven ze "precies 15 seconden om dit dorp te verlaten".
- Uitvindingen die zijn vernoemd naar familieleden van de leerling of naar Leonardo zelf (bijvoorbeeld de Helileo of de Koelonardo).

## Albums
Uitgegeven Le Lombard:
1. Is 'n genie
2. Is nog steeds een genie !
3. Is 'n... ja, wat ?
4. De stem van de meester
5. Het is weer zo laat!
6. De wereld is rond
7. Is er 'n genie in de zaal?
8. Genie contra genie
9. Petje af
10. De oorlog der genieën
11. Genie in driekwartsmaat
12. De hand van de meester
13. Genie in de dop
14. 'n genie van gewicht
15. Bekoelde relatie
16. Genieën in overvloed
17. Hallo Genie!
18. Een Genie Gaat Ondergronds
19. Op heterdaad
20. Een meesterster
21. Toonmeester
22. Dat had u niet moeten doen...
23. Haarkloverij
24. Een geniale bui
25. Genie Uit De Ruimte
26. Genie Or Not Genie
27. Genie naar de maan
28. Génie toujours... prêt! (niet in het Nederlands verschenen)
29. In nood leert men z'n genieën kennen
30. Voetbalgenie
31. Geniale vangst
32. De tovenaarsleerling
33. Uit de lucht vallen!
34. Dr. Genie en Mr. Au
35. Leven als kat en genie
36. Le génie se gondole (niet in het Nederlands verschenen)
37. C'est parti mon génie! (niet in het Nederlands verschenen)
38. Y a-t-il un génie pour sauver la planète? (niet in het Nederlands verschenen)
39. Loué soit le génie (niet in het Nederlands verschenen)
40. Trésor de génie (niet in het Nederlands verschenen)
41. Het Liftgenie (in het Nederlands, uitgegeven door Arcadia, met volgnummer 67 in hun archiefreeks)
42. Groot, groter, grootheidswaanzin (in het Nederlands uitgegeven door Arcadia, met volgnummer 63 in hun archiefreeks)
43. Super-génie (niet in het Nederlands verschenen)
44. Tour de génie (niet in het Nederlands verschenen)
45. Génie de l'insomnie (niet in het Nederlands verschenen)
46. Le génie crève l'écran (niet in het Nederlands verschenen)
47. Meestergenie (in het Nederlands uitgegeven door Arcadia, met volgnummer 76 in hun archiefreeks)
48. Mon papa est un génie! (niet in het Nederlands verschenen)
49. Génie militaire (niet in het Nederlands verschenen)
50. Genie, vidi, vinci! (in het Nederlands uitgegeven door Arcadia, met volgnummer 72 in hun archiefreeks)
51. Génie du crime (niet in het Nederlands verschenen)
52. Vacances de génie (niet in het Nederlands verschenen)
53. Un amour de génie (niet in het Nederlands verschenen)

In de jaren 70-80 bracht uitgeverij Oberon vertalingen uit in een andere volgorde dan de oorspronkelijke Franse, die Le Lombard later wel aanhield. Deze albums verschenen:
| Nr. | Titel                      | Eerste uitgave | Nummer bij Le Lombard |
| --- | -------------------------- | -------------- | --------------------- |
| 1   | Is 'n genie                | 1978           | 2                     |
| 2   | Is 'n... ja, wat?..        | 1978           | 3                     |
| 3   | De stem van de meester     | 1980           | 4                     |
| 4   | Het is weer zo laat!       | 1981           | 5                     |
| 5   | Is er 'n genie in de zaal? | 1982           | 7                     |
| 6   | De wereld is rond          | 1982           | 6                     |
| 7   | Een geniaal genie          | 1983           | 9                     |
| 8   | Genie contra genie         | 1983           | 10                    |

In de jaren 80-90 vertaalde Big Balloon een aantal van de albums, ook met afwijkende nummering:
| Nr.                | Titel                  | Eerste uitgave | Nummer bij Le Lombard |
| ------------------ | ---------------------- | -------------- | --------------------- |
| 19                 | Op heterdaad           | 1990           | 19                    |
| 20                 | De hand van de meester | 1985           | 12                    |
| 21                 | Een meesterster        | 1991           | 20                    |
| 22                 | Genie in de dop        | 1986           | 13                    |
| 23                 | Toonmeester            | 1992           | 21                    |
| Strips Extra nr. 3 | Cadeau van de meester  | 1992           | 22                    |

## Stripmuur
In Brussel werd anno 2015 een muurschildering met de personages van Leonardo aangebracht in de Kapucijnenstraat.